# Успенский, Михаил Глебович
Михаи́л Гле́бович Успе́нский (29 ноября 1950, Барнаул — 13 декабря 2014, Красноярск) — русский писатель и журналист. Является одним из первых авторов российской юмористической фэнтези. Зарекомендовал себя как мастер фантастики, сочетающей пародию и буффонаду, перевёртыш и лубок. Лауреат литературных премий.

## Биография
Родился в Барнауле. Жил в различных городах Сибири. Окончил факультет журналистики Иркутского государственного университета им. А. А. Жданова.
Печататься начал с 1967 года (стихи). Рассказы стали выходить с 1978 года, публиковались в местной печати, газетах «Московский комсомолец», «Литературная Россия», «Литературная газета», журналах «Смена», «Юность», «Огонёк». В 1988 году в Красноярском книжном издательстве вышел сборник рассказов «Дурной глаз». Некоторые рассказы Успенского читались с эстрады Геннадием Хазановым. Несколько рассказов вышли в 1989 году в коллективном сборнике Die Sintflut издательства Fischer. В 1990 году в «Библиотеке „Огонька“» вышел сборник «Из записок Семёна Корябеды». Позднее Успенский печатался в сборниках «Музей человека» и «Нечеловек-невидимка» издательства «Текст». В 1995 году появился сборник-трилогия «Приключения Жихаря» (роман «Там, где нас нет» и две повести — «Время Оно» и «Кого за смертью посылать»).
В 1993 году Успенский был награждён личной премией Бориса Стругацкого «Бронзовая улитка» за повесть «Чугунный всадник». В 1995 году награждён двумя профессиональными премиями в области фантастики «Странник-1995» за повесть «Дорогой товарищ король» и роман «Там, где нас нет»; кроме того, роман «Там, где нас нет» получил специальные премии «Меч в камне» за лучшее произведение в жанре фэнтези и «Золотой Остап» за юмористическую фантастику. В 1996 году роман «Там, где нас нет» получил приз Международного фестиваля юмора и сатиры «Золотой Остап». В 1999 году Михаил Успенский награждён «АБС-премией» братьев Стругацких.
В 1996 году в сборнике «Время учеников 1» у Михаила Успенского вышла повесть «Змеиное молоко», написанная по мотивам «Мира Полудня» братьев Стругацких. В 2013 году вышел его мифологический фэнтези-роман «Богатыристика Кости Жихарева» по мотивам русских былин.
Жил в Красноярске, работал журналистом (политическим обозревателем) в газете «Комок». Занимал активную гражданскую позицию, участвовал в оппозиционных мероприятиях, в том числе в «Марше мира» за налаживание мирных отношений с Украиной.
Умер в Красноярске 13 декабря 2014 года. По словам вдовы писателя Нелли Раткевич, в последние годы у писателя диагностировали сердечную недостаточность, высокое давление, тахикардию; скончался Михаил Успенский во сне.
Михаил Глебович похоронен на Аллее Славы Бадалыкского кладбища Красноярска.

## Особенности творчества
Произведения Михаила Успенского кардинально отличаются от остальной российской юмористической фэнтези, в первую очередь языком. Слово у Успенского превращено из средства в объект, из орудия — в предмет литературной игры. Автор жонглирует словами и понятиями, которые приобретают в его произведениях совершенно неожиданные значения, причём Успенский это делает сразу на нескольких уровнях и достигает впечатляющего эффекта — его тексты выходят за пределы «обычной» фантастики, становясь частью мейнстрима и в то же время приближаясь по популярности к творениям таких представителей юмористического жанра, как Жванецкий и Задорнов. Источниками комического в романах Успенского являются ситуации, основанные на кумулятивном присоединении эпизодов нелепого, глупого поведения героя, активная интертекстуальная игра и многочисленные языковые приёмы (каламбур, стилизация, деметафоризация, нанизывание цитат и пр.). 
Начав с не очень выдающихся, но ставших популярными сатир на отходившую то время — на рубеже 1980—1990-х годов — в прошлое советскую действительность («Ночь с пятого на десятое», «Чугунный всадник»), Успенский быстро выработал не только индивидуальную авторскую манеру, но и подходящий антураж для своих текстов — условный мир, составленный из штампов советской пропаганды, русской лубочной истории и псевдославянской фэнтези, содержащий частые отсылки к реалиям зарубежной масс-культуры, включая короля Артура, варяжских скальдов, дона Корлеоне, фильмов про Супермена. Этот мир лишён чётко очерченных границ и ясно заданных законов, пластичен и текуч; благодаря каждому новому повороту сюжета перед читателем открываются новые горизонты воображения.
Хорошо известные сюжеты и символы в текстах Успенского преломляются и трансформируются, писатель ищет новые принципы освоения литературных традиций. В рамках активной интертекстуальной игры, характерной для романов Успенского, многочисленные знаки культуры, причудливо переплетаясь, обретают новые значения, становятся многозначными. Например, мотив змееборства в романе «Там, где нас нет» не только наполняется мифологической семантикой, но и даётся в контексте комически интерпретированных философских идей смены циклического времени линейным и является ироничной отсылкой к серьёзному фэнтези, герои которого борются с Мировым Злом (фонетически созвучным с «Мировым Змеем»). Многозначен и образ Мироеда, отсылающий к многовековой традиции изображения инфернальных существ и при этом также — к сюжетам советской истории («мироед» означало кулака, врага советской власти).
В интертекстуальном поле романов Успенского — например, в трилогии о Жихаре («Там, где нас нет», «Время Оно», «Кого за смертью посылать») — присутствует множество отсылок к прецедентным феноменам, входящим в области знаний образованного человека: к классической литературе, мифологии, устному народному творчеству, живописи, философии, истории и пр. Круг прецедентных феноменов, используемых Успенским, широк: мифология (скандинавская, славянская, греческая, древнеиндийская, шумерская и пр.), фольклор (загадки, пословицы, сказки), литература (включая древнерусские апокрифы, средневековую китайскую прозу, произведения А. С. Пушкина, М. Ю. Лермонтова, Н. В. Гоголя, И. С. Тургенева, Н. А. Некрасова, Ф. М. Достоевского, Н. А. Островского, А. А. Фадеева, современные боевики и любовные романы), философия (Кант, Гегель), фольклористика (В. Я. Пропп, Д. Фрэзер), кинематограф («Белое солнце пустыни», «Место встречи изменить нельзя», «Терминатор» и др.), песни («Интернационал», «А у нас во дворе», «Баллада о матери», «Here Comes the Sun» и др.), другие явления массовой культуры (комиксы, тексты рекламы). Популярность трилогии о Жихаре у читателей с разными литературными вкусами может быть объяснена сознательной ориентацией писателя на носителей разных типов речевой культуры: элитарного, среднелитературного и разговорного. Представителей каждого из этих типов речевой культуры привлекают в произведениях Успенского разные особенности: занимательный сюжет или комичные ситуации; разгадывание тех или иных «ребусов» — поиск интертекстуальных отсылок; самоценная языковая игра.
В романах Михаила Успенского нет единого сюжета. Их действие — типичный квест, характеризуемый старинным принципом русской сказки: «Пойди туда — не знаю куда». Как правило, смысл путешествия героям произведений Успенского становится ясен к концу первой трети пути, но затем исчезает и он. Какова же будет развязка произведения, неясно почти до самого конца. Сюжет инициации в романах Успенского задаёт логику внешне хаотичным перемещениям героя. Во всех романах трилогии о Жихаре сюжет инициации дублируется в ряде компонентов: уход героя из «родного» пространства, его перемещение в локус с устойчивой семантикой смерти («иной» мир), борьба с поглотителем Мироедом, возвращение в «родное» пространство и претензия на повышение статуса. Лежащая в основе кульминации ситуация борьбы героя с поглотителем трижды комически травестируется, благодаря чему проявляется ироническое отношение Успенского к произведениям серьёзного фэнтези, использующим этот сюжетный ход. В результате нагнетания многих комичных фрагментов, описания весёлых приключений, присутствия эпизодов по принципу «текст в тексте» сюжет пути в произведениях Успенского замедляется, герой то и дело «отвлекается» от главной цели. Вместо изображения результата автором делается акцент на описании процесса его достижения.
Для юмористической фэнтези Успенского характерно видимое отсутствие положительных героев — точнее, персонажей, за судьбу которых читатель мог бы по-настоящему переживать, и идеалов, которым можно было бы сочувствовать. Те персонажи, которых можно отнести к положительным (например, Жихарь из «Там, где нас нет», «Время Оно», «Кого за смертью посылать», «Белый хрен в конопляном поле»), — не этикетные герои, а почти обычные люди, в характере которых присутствуют хорошие и плохие черты. В этих персонажах сочетаются героизм и трикстеризм, последнего из которых явно больше, причём изображён он в ироническом ключе, но без высмеивания (даже с сочувствием). Для трикстеризма у персонажей Успенского не характерно пародийное начало, его функция — снижать героическую пафосность.
Почти за каждой строкой произведений Успенского содержится скрытый смысл. При помощи сатирического изображения событий ставятся глубокие и сложные вопросы: отношения человека и власти, ценность семьи, проблемы двух поколений. Основные темы и идеи в творчестве Успенского обращены к генетической памяти народа, моральным и культурным ценностям, и это является фактором, благодаря которому достигаются популярность писателя в читательских кругах и постоянное внимание критики.

## Лауреат премий
- «Золотой телёнок» «Литературной газеты» («Клуба 12 стульев») (1983).
- «Бронзовая улитка» (1992, 1998).
- «Странник» (1995, 1999[12], 2005, 2006, 2008).
- «Золотой Остап» (1996).
- «Интерпресскон» (1997[13], 1999, 2010).
- «АБС-премия» (премия братьев Стругацких, 1999, 2003, 2010).
- «Звёздный мост» (1999, 2010).
- «Большой Зилант» (2010).
- «Мемориальная премия имени Кира Булычёва» (2010).
- «Серебряная стрела» (2010[14]).

### Приключения Жихаря
- «Там, где нас нет» (М., 1995)
- «Время Оно» (1997)
- «Кого за смертью посылать» (СПб., 1998) — III место на фестивале «Звёздный мост» (1999) в номинации «За лучший цикл, сериал и роман с продолжением».
- «Белый хрен в конопляном поле» (действие романа происходит в той же стране и городе, но с другими героями и несколько столетий спустя; 2001)
- «Невинная девушка с мешком золота» (место действия то же, время ближе к эпохе Петра I; 2005)
- «Богатыристика Кости Жихарева» (приключения мальчика из реального мира по мотивам «Жихарианы»; 2013)
- «Алхимистика Кости Жихарева» (приключения мальчика из реального мира по мотивам «Жихарианы»; 2014)

### Юмористическая фантастика
- «Семь разговоров в Атлантиде» (1986)
- «Чугунный всадник» (1989)
- «Дорогой товарищ король» (1992)
- «Жёлтая подводная лодка „Комсомолец Мордовии“» (совместно с Андреем Лазарчуком, 1997)

### Юмористическое фэнтези
- «Устав соколиной охоты» (1990)

### Научная фантастика
- «Весь этот джакч» (2013, в соавторстве с Андреем Лазарчуком)
  - «Соль Саракша» (2016)
  - «Любовь и свобода» (2016)
  - «Стеклянный меч» (2017)

### Фантастический детектив
- «Три холма, охраняющие Край Света» (2007)

### Фантастический боевик
- «Остальное — судьба» (из межавторского цикла, 2010)